# Остаток сверхновой
Остаток сверхновой (англ. SuperNova Remnant, SNR) — туманности, появившиеся из-за произошедшего много десятков или сотен лет назад катастрофического взрыва звезды и превращения её в сверхновую. Во время взрыва оболочка сверхновой разлетается во все стороны, образуя расширяющуюся с огромной скоростью ударную волну, которая и формирует остаток сверхновой. Остаток состоит из выброшенного взрывом звёздного материала и межзвёздного вещества, поглотившего ударную волну.

## Образование
Существует два возможных сценария рождения сверхновой звезды:
- Массивная звезда, исчерпав своё топливо, прекращает производство термоядерной энергии, что влечёт коллапс звезды под действием силы собственной гравитации и её превращение в нейтронную звезду или чёрную дыру.
- Белый карлик, накапливая вещество звезды-компаньона (явление аккреции), достигает критической массы и коллапсирует в нейтронную звезду.

В обоих случаях взрыв сверхновой выбрасывает в окружающее пространство всё или почти всё вещество из внешних слоёв звезды, со скоростью около 1 % от скорости света, что соответствует порядка 3000 км/с. Когда выброшенное вещество сталкивается с околозвёздным или межзвёздным газом, формируется ударная волна, превращающая газ в горячую плазму, разогревая его до температуры порядка 10 миллионов кельвинов.
Вероятно самый красивый и лучше всего исследованный молодой остаток образован сверхновой SN 1987A в Большом Магеллановом Облаке, вспыхнувшей в 1987 г. Другие хорошо известные остатки сверхновых, это Крабовидная туманность, остаток относительно недавнего взрыва (1054 год), остаток сверхновой Тихо (SN 1572), получившей имя в честь Тихо Браге, который наблюдал и зафиксировал её первоначальную яркость сразу после вспышки в 1572 г., а также остаток сверхновой Кеплера (SN 1604), названной в честь Иоганна Кеплера.

## Стадии эволюции
Остаток сверхновой во время своего развития проходит через следующие стадии:
1. Свободное расширение выброшенного вещества продолжается до тех пор, пока масса межзвёздного вещества, поглощающего ударную волну, значительно не превысит массу выброшенного звёздного материала. Продолжительность стадии от десятков до нескольких сотен лет, в зависимости от плотности окружающей газовой среды.
2. Существенное замедление ударной волны, возникновение обратной (внутренней) ударной волны, со временем достигающей центра остатка. Остаток входит в фазу Седова-Тейлора, хорошо описываемую автомодельным аналитическим решением. Столкновения ударных волн раскалённого газа сопровождаются мощным рентгеновским излучением.
3. Охлаждение внешней оболочки остатка и формирование тонкой (< 1 пк) и плотной (1-100 миллионов атомов м−3) оболочки вокруг очень горячей (несколько миллионов К) внутренней полости. Наступление фазы радиационного охлаждения. Оболочка остатка становится доступной для наблюдения в видимом спектре благодаря рекомбинации ионизированных атомов водорода и кислорода.
4. Охлаждение внутренней полости остатка. Плотная оболочка продолжает расширяться под влиянием собственного момента импульса (инерции). На этой стадии остаток сверхновой отчётливо «виден» в диапазоне излучения атомов нейтрального водорода.
5. Слияние с окружающим межзвёздным веществом. Примерно через миллион лет скорость расширения оболочки остатка замедлится до среднестатистических скоростей в окружающем пространстве, материя остатка сольётся с бурным потоком движения вещества, привнеся в него оставшуюся у неё кинетическую энергию.